# 우리엘
우리엘(히브리어: אוּרִיאֵל, 영어: Uriel, 그리스어: Ουριήλ, 콥트어: ⲟⲩⲣⲓⲏⲗ)은 바빌론 유수기 이후 유대교의 전승과 기독교의 전승에 나오는 대천사 가운데 하나이다. 그의 이름은 “하느님의 불꽃”이란 뜻이다.

## 이름과 출처
본래 옛 히브리어 성경에 기록된 천사들의 이름은 나오지 않는다. 실제로 일부 학자들은 특정한 천사들의 모든 이름이 바빌론에서 유래한 것이며, 유대인이 그들의 영향을 받은 것이라고 주장하고 있다. 바빌로니아 유수 이후 유대교의 천사학에서 일곱 대천사 가운데 가브리엘, 미카엘, 라파엘 등 오직 세 명만이 정경으로 인정받은 경전에서 언급되어 차차 받아들여지게 되었다.
유대교에서는 동서남북 네 곳의 기본 방위를 표현하고자 세 명의 대천사에 더하여 네 번째 대천사를 추가하였으며 그 이름을 우리엘이라고 지었다. 우리엘은 교황 그레고리오 1세와 천사학의 권위자 프세우도 디오니시우스에 의해 영지주의자들의 목록에 네 번째 대천사로서 올려졌다. 솔로몬의 유언에서는 우리엘을 세 번째 대천사이며 네 번째 대천사는 사브라엘이라고 적고 있다.
우리엘은 또한 에스드라 2서에서도 등장하는데, 예언자 에즈라가 하느님에게 일련의 질문을 하자 우리엘이 하느님의 명령을 받고 파견을 나와 그 질문에 답변해 주었다. 에즈라의 묵시록에 따르면 세상이 끝났을 때 미카엘, 가브리엘, 우리엘, 라파엘, 가부텔론, 베부로스, 제불레온, 아케르, 아르푸기토노스 등의 천사들이 통치할 것이라고 한다.

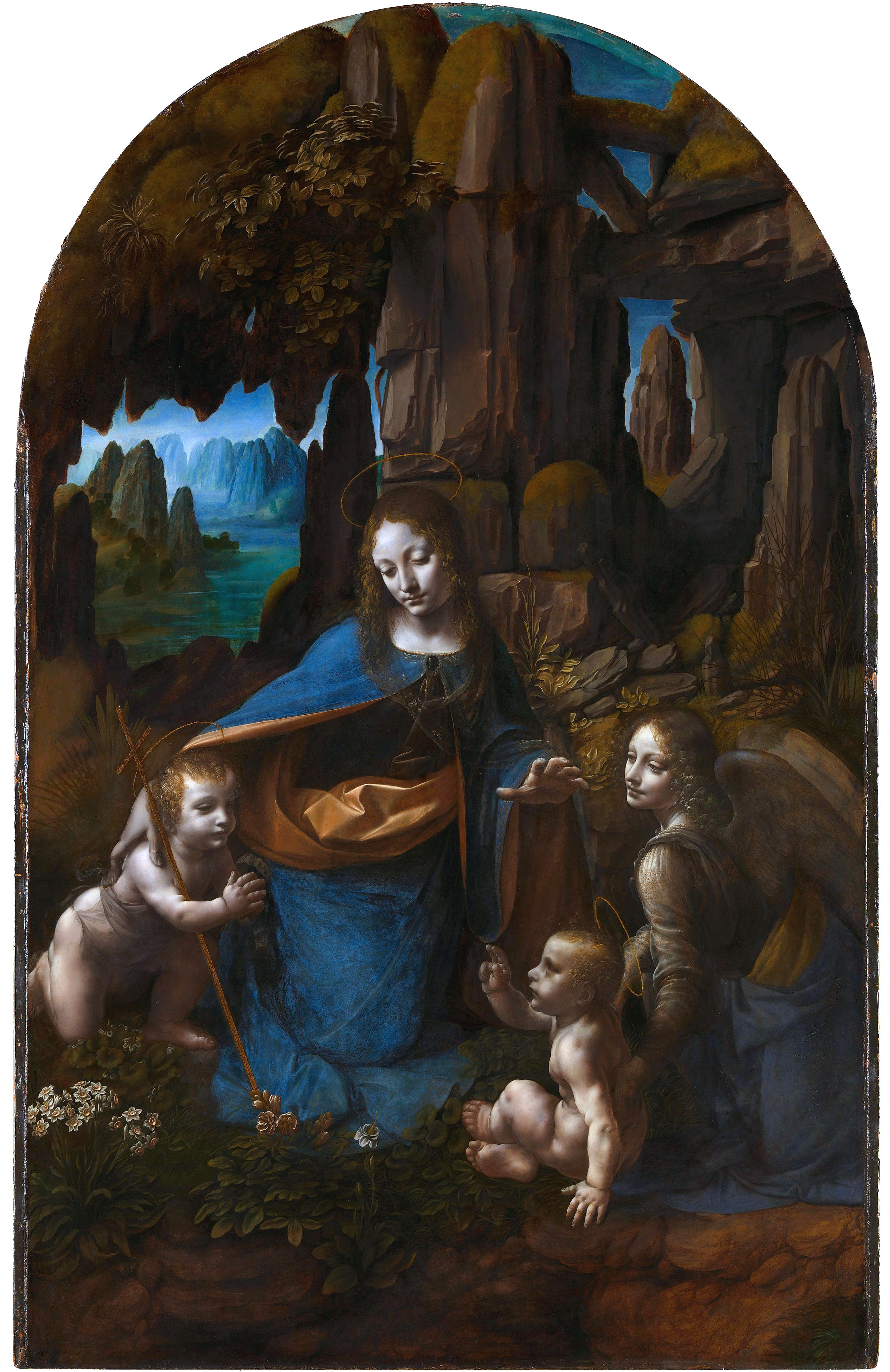
레오나르도 다 빈치의 바위굴의 성모 오른쪽에 있는 천사가 우리엘이다.

기독교의 외경 복음서에서 우리엘은 헤로데 왕이 지시한 영아 대학살로부터 예수의 사촌 세례자 요한을 구하는 역할을 한 것으로 나와있다. 그는 요한과 그의 어머니 엘리사벳을 이집트로 피신한 성가정과 만나게 하려고 업고 갔다. 이들의 재회는 훗날 레오나르도 다 빈치가 그린 바위굴의 성모를 통해 묘사되었다.
우리엘은 흔히 커룹과 참회의 천사로 간주된다. 그는 불칼과 함께 에덴의 입구 앞에 서 있다거나 천둥과 지진을 돌본다고 전해진다. 베드로 묵시록에서 그는 눈앞에 보이는 어떤 악마한테도 일말의 동정심도 보이지 않는 참회의 천사로 나온다. 아담과 하와의 생애에서 우리엘은 창세기 3장의 영혼(커룹의 하나)으로 여겨진다. 그는 또한 낙원에서 아담과 아벨을 매장하는 데 일조한 천사 가운데 하나로 확인된다.
출애굽기에서 그는 이집트 곳곳의 집을 두루 살피어 어린 양의 피가 칠해진 히브리 사람들의 집은 돌아갔다. 종말 때 우리엘의 역할은 우상 숭배자들을 하느님의 심판장으로 끌고 가는 일이며, 또한 생전에 선행을 베풀었던 죽은 사람들에게 영혼을 불어넣어 부활시키는 일이다. 나아가 악행을 일삼은 이들을 지옥에서 고문하는 것도 포함된다.
현대 천사학에서 우리엘은 사랍, 커룹, 해의 통치자, 하느님의 불길, 훌륭한 인품의 천사, 타르타루스(지옥)의 주재자, 구제의 천사 등 여러 가지로 간주되고 있으며, 나중에는 “하느님의 얼굴”이란 뜻의 파누엘과 동일시되었다. 그는 종종 슬기로움을 나타내는 책 또는 파피루스 두루마리를 운반하는 모습으로 그려진다. 우리엘은 예술의 수호천사이다.
동방 정교회에서는 “미카엘 대천사와 천상의 모든 천사들”의 축일인 11월 8일에 우리엘을 다른 대천사들과 함께 기념한다. 또한, 모든 월요일은 1년 내내 천사들에게 헌신한다.
로마 가톨릭교회에서는 교황 자카리아가 745년 로마 시노드에서 천사에 관한 교회의 가르침을 뚜렷하게 하고 천사에 대한 과도한 공경 경향을 억제할 요량으로 천사의 중재와 천사학에 사로잡힌 사람들을 질책했다. 그러나 천사들을 공경하는 것 자체는 허락하였다. 이 시노드에서는 우리엘을 포함한 상당히 많은 천사의 이름이 로마 교회에서 공경을 받아 마땅한 천사들의 이름을 적은 목록에서 말소되었다. 그리하여 오직 미카엘과 가브리엘, 라파엘 등 가톨릭 교회에서 정경으로 인정한 성경에만 나오는 대천사들에게 존경을 바치는 것만이 합법적으로 남아 있다.

## 에녹서
노아의 후손 에녹이 썼다고 알려진 에녹서에는 우리엘을 모든 발광체를 다스리는 천사로 소개한다. 천체에 빛나는 모든 별들의 운행을 감독하고 통제한다는 이야기다. 하늘나라를 방문했던 에녹은 대천사 우리엘의 안내로 해와 별들이 어떻게 운행하고 있는지를 실제로 돌며 견학했다. 더불어 지상에 볼 수 있는 모든 천체의 운행, 계절, 연월일, 나아가 비나 안개, 바람 등의 기상 현상은 모두가 우리엘에 의해 질서가 잡혀 있다고 적혀 있다.
에녹은 이런 사항을 보고 들었을 뿐만 아니라 하느님의 명령에 따라 기록했다.
주님이 다른 천사들보다 지혜가 더 많은 프라부일 대천사를 부르셨다. 그리고 나에게 펜과 책을 주라고 하셨다. 그러자 프라부일은 서둘러 가서 미르라 나무 모양이 있는 어떤 책을 가져왔으며, 친히 내게 갈대 펜을 건네주었다. 프라부일 대천사는 하늘과 땅과 바다의 모든 사물과 움직임, 천사들, 사람들의 모든 생활에 관해서 가르쳐주었다. 그리고 그는 “인류의 모든 영혼에 관해서 그 숫자가 아무리 많더라도 다 기록하라. 영혼들은 하늘과 땅이 창조되기 이전에 영원히 존재하도록 마련되었기 때문이다.”라고 말했다. 나는 60일 동안 밤낮으로 모든 것을 기록했고, 그래서 366권의 책을 저술했다.
여기에 등장하는 프라부일이라는 대천사는 우리엘을 가리키는 것이다. 에녹서에 나오는 이 책은 모든 생물에 관한 기록이라 할 수 있을 것이다. 그것도 과거부터 현재, 그리고 미래에 이르기까지의 모든 기록이다. 이것을 세상 어딘가에 모든 생물에 관한 기록이 수납되어 있어, 이들 기록을 읽으면 모든 것을 이해할 수 있을뿐더러 미래의 일까지 예지할 수 있다고 전해지는 아카식 레코드(영적 기록체)라고 보는 시각도 있다.

## 문학
존 밀턴은 실낙원에서 우리엘을 해의 통솔자로 등장시켰다. 에덴 동산으로 침입할 것을 계획한 사탄은 우선 그 통로를 찾고자 해를 찾아갔다. 그리고 낮은 신분의 천사로 변신하여 낙원과 그곳에 살게 된 사람들을 보고 싶다며 우리엘에게 길을 물었다. 우리엘에게 설명을 들은 사탄은 그에게 공손히 인사한 다음, 지상을 향해 날아갔다.
우리엘은 자신을 방문했던 천사를 의심했다. 그래서 주의 깊게 지켜본 결과, 그 천사가 지구에 내려섰을 때 무심결에 보인 사악한 표정을 알아채고 곧장 대천사 가브리엘을 찾아가 그자를 찾으라고 말하였다. 이에 가브리엘은 빛나는 해 한가운데서 수천 리 밖까지 내다본 우리엘의 뛰어난 통찰력을 칭송했다.

## 같이 보기
- 천사
- 대천사
- 대천사 미카엘
- 대천사 가브리엘
- 대천사 라파엘